# 세실리아 포르스
세실리아 포르스(Cecilia Forss, 1985년 6월 12일 ~ )는 스웨덴의 배우이다.